# Фрейман, Григорий Абелевич
Григорий Абелевич Фрейман (1926, Казань, Татарская АССР, РСФСР, СССР — 2024, Израиль) — советский и израильский математик, специалист по теории чисел, преподаватель в Тель-Авивском университете.
Доказанная им теорема Фреймана оказала существенное влияние на развитие аддитивной комбинаторики.

## Общие сведения
Григорий Фрейман родился в Казани в 1926 году. В 1949 году он окончил Московский государственный университет. В 1956 году получил степень кандидата наук в Казанском университете. В 1965 защитил докторскую дессертацию под руководством Александра Бухштаба. Весь 1967 год переезжал в разные города страны для работы преподавателем в университетах. Преподавал на кафедре математики Елабужского педагогического института.
В 1970-х и 1980-х Фрейман пострадал из-за антисемитизма в советской математике.
Позже Фреймана выслали из СССР за отрицательное мнение о правительстве. Он приехал в Израиль, оставив дома сына и жену, и устроился преподавателем в Тель-Авивский университет.
Умер 19 сентября 2024 года в Израиле.

## Издания
- Фрейман Г. А. (1973) Основы структурной теории сложения. Математические монографии. 37. Американское математическое общество[10][11][12].
- Шейн. Б. М.: Взаимосвязь между структурной теорией и сложения. Proc. Amer. Math. Soc. 113 (4): 899—910. 1991. Dio: 10.190/s0002-9939-1991-1072338-3. MR 1072338.
- Фрейман. Г. А. «Структурная теория, набор дополнений». Astérisque. 258: 1—33. MR 1701187.
- Грановский. Б. Л.: «Кластеризация процессов коагуляции-фрагментации, комбинаторные структуры системы с добавочными числами». Асимптотические формулы и предельные законы. Trans. Amer. Math. Soc. 357 (6). 2483—2507. 2005. Dio: 10.1090/s0002-9947-2012-11156-6.
- «О конечных множествах не абелевых групп с малым удвоением». Proc. Amer. Math. Soc. 140. 2997—3002. 2012. Dio: 10.1090/s0002-9939-2012-11156-6.
- Фрейман Григорий Оказывается, я еврей.